# Fritt fall (film, 1994)
Fritt fall (engelska: Terminal Velocity) är en amerikansk långfilm från 1994 i regi av Deran Sarafian, med Charlie Sheen, Nastassja Kinski, James Gandolfini och Christopher McDonalds i rollerna.

## Handling
En Boeing 747 lander i mitten av öknen. En ung rysk kvinna blir torterad i sin lägenhet tills hon drunkar. Richard 'Ditch' Brodie (Charlie Sheen) är instruktör för fallskärmshoppning. Han tar sig an en ny student, Chris Morrow (Nastassja Kinski), som inte öppnar upp fallskärmen på sitt första hopp och verkar falla till sin död. Brodie upptäcker att Morrow iscensatte sin död och är egentligen en rysk spion som försöker finna en förlorad last med guld. Brodie använder all sin kunskap för att spöa bovarna och hålla sig vid liv.

## Rollista
| Charlie Sheen        | – Richard 'Ditch' Brodie |
| Nastassja Kinski     | – Chris Morrow           |
| James Gandolfini     | – Ben Pinkwater          |
| Christopher McDonald | – Kerr                   |
| Gary Bullock         | – Lex                    |
| Hans Howes           | – Sam                    |
| Melvin Van Peebles   | – Noble                  |
| Suli McCullough      | – Robocam                |
| Cathryn de Prume     | – Karen                  |
| Richard Sarafian Jr. | – Dominic                |
| Brooke Langton       | – Jump Junkie #2         |